# الانتخابات البرلمانية المجرية 2018
أجريت الانتخابات البرلمانية المجرية لعام 2018 في 8 أبريل 2018. كانت هذه الانتخابات البرلمانية هي الثامنة منذ أول انتخابات متعددة الأحزاب في عام 1990 والثانية منذ اعتماد الدستور الهنغاري الجديد ، الذي دخل حيز التنفيذ في 1 يناير 2012. وكانت النتيجة انتصار تحالف فيدس–حزب الشعب الديمقراطي المسيحي الذي حافظ على أغلبية الثلثين ، مع بقاء فيكتور أوربان رئيسًا للوزراء. نظم أوربان وفيدس حملات في المقام الأول حول الهجرة والتدخل الأجنبي ، واعتبرت الانتخابات انتصارًا للشعبوية اليمينية في أوروبا.

## وصلات خارجية
- Valasztas